# Torresandino
Torresandino ist ein Ort und eine Gemeinde (municipio) mit 573 Einwohnern (Stand: 2024) im Zentrum der Provinz Burgos in der Autonomen Gemeinschaft Kastilien und León. Torresandino liegt in der Comarca und der Weinbauregion Ribera del Duero.

## Lage und Klima
Die Gemeinde Torresandino liegt etwa 75 Kilometer südsüdwestlich der Provinzhauptstadt Burgos in einer Höhe von ca. 860 m am Río Esgueva. 
Das Klima ist gemäßigt bis warm; Regen (ca. 540 mm/Jahr) fällt übers Jahr verteilt.

## Sehenswürdigkeiten
- Martinskirche (Iglesia de San Martín Obispo) mit gotischem Nord- und Südportal
- Klosterruine (Monasterio de Nuestra Señora de los Valles)

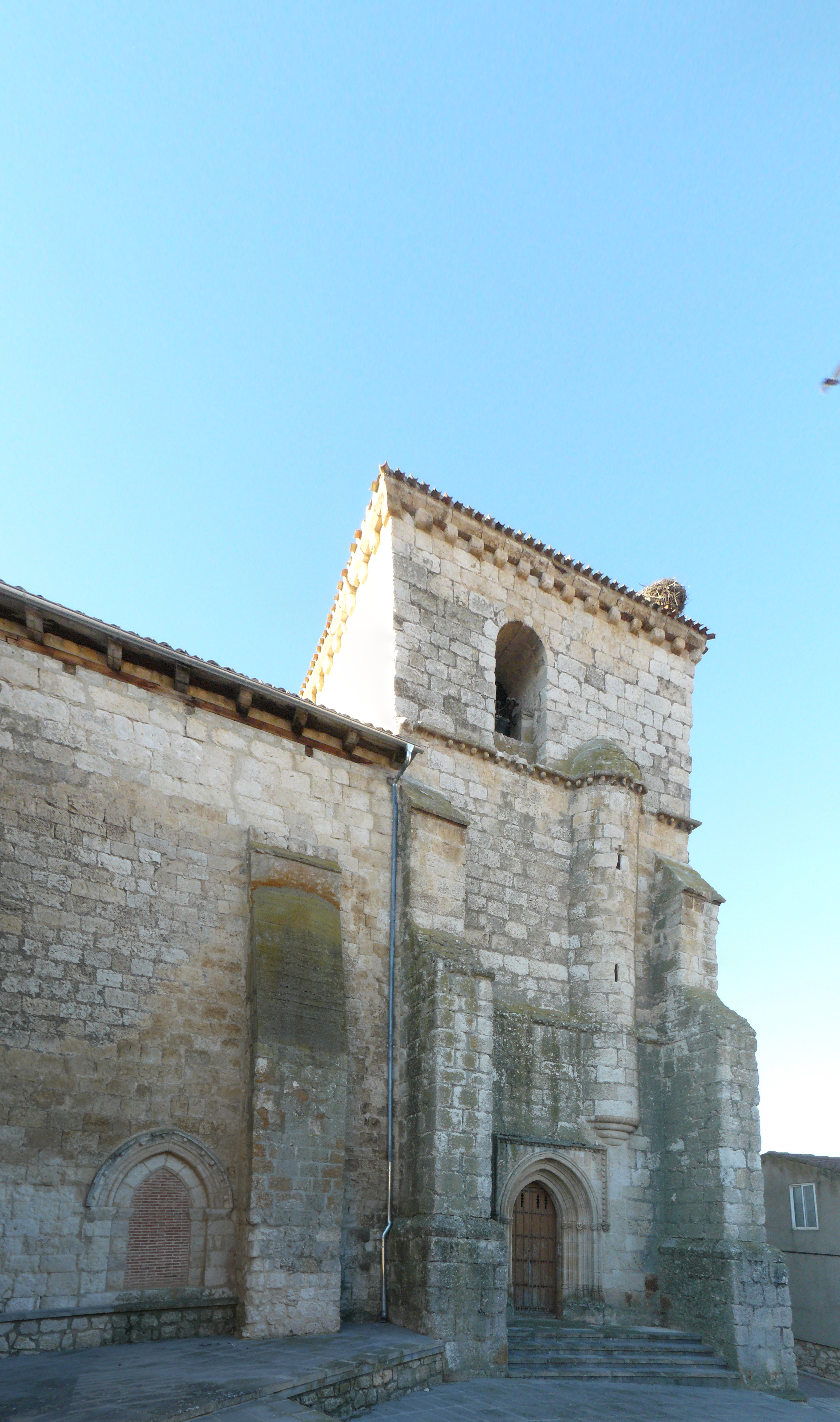
Martinskirche